# 平面バッフル
平面バッフル（へいめんバッフル）は、スピーカーの一形式である。本稿では便宜上、平面バッフルを基に板の四隅を折り曲げた格好にして、後面のみが開いた箱状にする後面開放型（こうめんかいほうがた、ダイポール型）についても記述する。

## 概要
ユニットを単なる一枚板（バッフル）に取り付けている。
スピーカーユニットで音を再生する時は、その前面と後面に同じ周波数で逆相の音波を放出する。そのため前後の音波が干渉しあって、互いに打ち消し合う事になる。この効果は特に周波数が低い音波、すなわち低音において著しい。周波数の高い音波は指向性が強く前面・後面に放出された音波はほぼ前と後ろに直進し、干渉する事が無いのだが、周波数の低い音波は指向性が小さく、進行方向と逆方向に簡単に回折して干渉する。そのためスピーカーユニットを単独で鳴らすだけではまともな音の再生は困難であり、何らかの工夫が必要である。
平面バッフル型は、ユニットを板（バッフル）に取り付ける事によって、後面に放出された低音が前面に回折するのを遮るという方式である。単なる板に取り付けたものであるので、ユニットの動作を抑える事なく、伸び伸びと鳴るのが長所である。
その一方、より低い帯域の後面の低音は回折して前面の音と打ち消しあうので、低音再生能力は他の方式に比べて劣る。低音再生能力はバッフルの面積に由来する。あまりに面積を大きくすると扱いにくくになるので、単なる板ではなく四隅を折り曲げた、つまり背面だけが無い箱状にする事もある。これは後面開放型と呼ばれており、別名としてダイポール型とも呼ばれている。
また、ユニットの動作を抑える事なく、伸び伸びと鳴るという長所は、磁気回路が強力なスピーカーユニットでは、過制動となって現れる。そのためあまり強力ではない磁気回路を持ち、振動板重量が軽いスピーカーユニット向きとされる（磁気回路が強力ではないのに振動板が重たいスピーカーユニットは、非常に効率が悪いので成立しない）。そうした振動板重量が軽いスピーカーユニットは、アンプの出力があまり大きくない場合に、必要な音量を確保するために用いられる。そのため真空管アンプが中心で、アンプの出力があまり大きくない時代によく用いられた（これはバックロードホーン型にも共通して言えるが、バックロードホーン型は振動板が軽くかつ磁気回路が強力なユニットに向く）。古い真空管ラジオ、あるいはアンプすら持たない原始的なラジオに組み込まれたスピーカーやアンサンブル型ステレオ、ラジオカセットレコーダー（以下ラジカセ）などに採用例が多く、そのため古いラジオやラジカセ、一部機種を除くCDラジカセの多くは密閉された箱ではなく、後面が空いてるか、または背面パネルに数多くの通風孔が入っているため内部構造が露出している。
現在においてもこうした音を好むオーディオマニアが自作する場合がある。密閉型やバスレフ型との比較では、スピーカーユニットの振動板重量が小さい事と、キャビネットがユニットの動作を抑える事が無いため、微小な信号の再生能力に優れるというのが長所として挙げられる。同じ長所を持つバックロードホーン型との比較では、単純な構造と吸音材の使用に制約が無いため、音質に色付け感（固有の癖）が無いのが長所とされる。構造が簡単なので自作は非常に容易であり、そうしたマニア向けにスピーカーユニットも数多く市販されており、入手しやすい。オーディオ評論家の江川三郎によるものが特に知られる。